# الکساندر مک‌کلاچ
الکساندر مک‌کلاچ (انگلیسی: Alexander McCulloch; ۲۵ اکتبر ۱۸۸۷ – ۵ سپتامبر ۱۹۵۱) قایقران روئینگ اهل بریتانیا بود.